# Bożena Janerka
Bożena Maria Janerka – polska wiolonczelistka i autorka tekstów piosenek, żona Lecha Janerki i członkini jego zespołu.

## Życiorys
Bożena Janerka poznała swojego przyszłego męża w 1975 roku w architektonicznej szkole pomaturalnej i założyła z nim zespół muzyczny. Towarzyszyła początkom kariery Lecha Janerki grając razem z nim na festiwalach piosenki studenckiej w latach 70. XX wieku. W 1975 roku wystąpili razem na Studenckim Festiwalu Piosenki z utworem Ta zabawa nie jest dla dziewczynek (który znalazł się później w innej aranżacji na płycie Historia podwodna), Bożena Janerka zagrała wówczas na skrzypcach. Wystąpili również razem np. na festiwalu w Jarocinie w 1985 roku.
Artystka gra w zespole Lecha Janerki na wiolonczeli, której przetworzone elektronicznie brzmienie jest cechą charakterystyczną dla muzyki grupy; grała również na keyboardzie.
Uczestniczyła we wszystkich solowych nagraniach płytowych męża od Historii podwodnej (zob. dyskografia Lecha Janerki), jest ponadto współautorką książki dla dzieci Puszka-Cacuszko, wydanej w 2001 roku. Mieszka z mężem pod Wrocławiem.